# Hum Saath-Saath Hain: We Stand United
Hum Saath-Saath Hain (Hindi für Wir halten zusammen; so lautet auch der deutsche Alternativtitel; englischer Alternativtitel: We Stand United) ist ein Hindi-Film von Sooraj R. Barjatya aus dem Jahr 1999.

## Handlung
Ramkishan und seine Frau Mamta haben drei Söhne im heiratsfähigen Alter. Vivek ist der älteste, hat ein Handicap und weiß deshalb nicht, ob er jemals eine Frau finden wird. Doch Saghana verliebt sich in ihn. Vivek ist anfänglich gegen eine Heirat, da er sich um seine jüngeren Brüder kümmert und Saghana nicht zur Last fallen will. Doch letztendlich entschließen sie sich zu heiraten. Prem, der mittlere Sohn, lebte lange in Amerika und wird bald nach seiner Rückkehr mit Preeti verlobt. Die Verlobung wurde arrangiert, doch beide sind seit ihrer Kindheit ineinander verliebt und haben sich nie getraut, ihre Liebe zu gestehen. Vinod, der jüngste und frechste der Familie, liebt seine Jugendfreundin Sapna, und auch sie werden bald verlobt.
Die drei Brüder haben auch eine Schwester namens Sangeeta. Sangeeta ist verheiratet, hat eine kleine Tochter und lebt zusammen mit dem Schwager und seiner Familie in einem Haus. Plötzlich tauchen die ersten Probleme auf und Sangeetas Schwager wirft sie und den eigenen Bruder aus dem Haus. Nun versucht Ramkishan, seine Frau Mamta zur Vernunft zu bringen und ihr einzureden, dass ihre drei Söhne nicht in einem Haushalt leben können. Vivek steht schon unter Verdacht, dass er Vinod und Prem aus dem Haus rausschmeißen könnte. Denn dann würden die gleichen Probleme auftauchen wie bei ihrer Tochter.
Mamta entscheidet sich, die Familie aufzulösen, und somit gehen Vivek und Saghana nach Rampur, um an ihrer Fabrik zu arbeiten. Währenddessen merkt Sangeetas Schwager, dass er einen Fehler gemacht hat, und holt Sangeeta und ihre Familie wieder zurück zu sich nach Hause. Mamtas Bruder erklärt ihr, dass sie Vivek, im Verhältnis zu Prem und Vinod, ungerecht behandelt habe, und möchte sie zu seiner Rückkehr auffordern. Mamta erkennt ihren Fehler und besucht Sapna im Krankenhaus, wo sie ihr Kind bekommen hat. Alle Söhne kommen mit ihren Familien wieder nach Hause zurück. Prem und Vinod heiraten. Alle sind wieder glücklich.

## Auszeichnungen
Der Film gewann einen IIFA Award für das beste Make-up und einen Zee Cine Award für den besten Schnitt.